# ARJ
ARJ je počítačový program a souborový formát pro kompresi a archivaci dat. Vytvořil ho Robert K. Jung. Jméno vzniklo jako zkratka archived by Robert Jung (česky archivováno Robertem Jungem).
ARJ byl vedle PKZIPu jedním ze dvou nejpoužívanějších komprimačních programů v devadesátých letech dvacátého století. ARJ je schopen dosáhnout o něco lepší kompresní poměr než PKZIP. Některé části ARJ byly chráněny americkým patentem 5,140,321, ale byly dostupné pod příjemnější licencí než PKZIP.
Celkově byl ARJ méně populární než PKZIP, ale ARJ překonával PKZIP na BBS, a to především díky schopnosti ARJ vytvářet a používat vícesvazkové archivy (archivy rozdělené do více souborů, které se pak snáze přenášejí málo kapacitními komunikačními prostředky a médii – např. na disketách) podstatně snadněji než PKZIP.
ARJ umožňoval uživateli určit úroveň komprese archivu, díky které byl populární v sítích jako WWIVNet a HOGnet.
Od té doby byl ARJ vytlačen jinými formáty, protože nenabídl včas příjemné grafické rozhraní.
Díky jeho výborným schopnostem dělení archivu někteří lidé ARJ užívají dodnes k běžnému archivování souborů. Od té doby bylo vyvinuto mnoho nových komprimačních programů schopných dobré práce s děleným archivem (např. WinRAR), ale ARJ je z nich nejstarší a nabízí poměrně ojedinělou schopnost do vícesvazkového archivu přidávat, v něm upravovat a z něj odebírat soubory.